# Greenville (Mississipi)
Greenville és una població dels Estats Units a l'estat de Mississipi. El cens 2007 dels Estats Units li atribuïa una població de 35.764 habitants.

## Demografia
Segons el cens del 2000, Greenville tenia 41.633 habitants, 14.784 habitatges, i 10.422 famílies. La densitat de població era de 598 habitants per km².
Dels 14.784 habitatges en un 35,8% hi vivien nens de menys de 18 anys, en un 37,8% hi vivien parelles casades, en un 27,7% dones solteres, i en un 29,5% no eren unitats familiars. En el 25,8% dels habitatges hi vivien persones soles el 10,4% de les quals corresponia a persones de 65 anys o més que vivien soles. El nombre mitjà de persones vivint en cada habitatge era de 2,77 i el nombre mitjà de persones que vivien en cada família era de 3,34.
Per edats la població es repartia de la següent manera: un 31,4% tenia menys de 18 anys, un 10,1% entre 18 i 24, un 26,3% entre 25 i 44, un 20,5% de 45 a 60 i un 11,8% 65 anys o més.
L'edat mediana era de 32 anys. Per cada 100 dones de 18 o més anys hi havia 77,5 homes.
La renda mediana per habitatge era de 25.928$ i la renda mediana per família de 30.788$. Els homes tenien una renda mediana de 29.801$ mentre que les dones 20.707$. La renda per capita de la població era de 13.992$. Entorn del 25,7% de les famílies i el 29,6% de la població estaven per davall del llindar de pobresa.

## Personatges il·lustres
- Jim Henson (1936 - 1990) creador de titelles

## Poblacions més properes
El següent diagrama mostra les poblacions més properes.